# 静岡県道269号大和田森線
静岡県道269号大和田森線（しずおかけんどう269ごう おおわだもりせん）は、静岡県掛川市、周智郡森町を通る道路（県道）である。

## 概要

### 路線データ
- 陸上距離：14.5km
- 起点：掛川市大和田（静岡県道39号掛川川根線交点）（実際の起点は掛川市孕石）
- 終点：周智郡森町睦実（静岡県道58号袋井春野線、静岡県道40号掛川天竜線交点）

## 重複区間
- 静岡県道40号掛川天竜線（掛川市幡鎌・原野谷中入口交差点～森町睦実・福田地交差点）

## 通過する自治体
- 静岡県
  - 掛川市 - 周智郡森町

## 主な接続路線
- 静岡県道39号掛川川根線
- 静岡県道373号原里大池線
- 静岡県道40号掛川天竜線
- 静岡県道58号袋井春野線